# Anthony Keane
Anthony John Keane (New York, 30 giugno 1928 – 17 aprile 2016) è stato uno schermidore statunitense.

## Biografia
Ha partecipato ai Giochi della XIX Olimpiade di Città del Messico nel 1968.

## Palmarès
In carriera ha conseguito i seguenti risultati:
- Giochi Panamericani:

Winnipeg 1967: oro nella sciabola a squadre ed individuale.
Cali 1971: argento nella sciabola a squadre.